# Ferdinando d'Aragona, duca di Montalto
Ferdinando d'Aragona, detto anche Ferrante d'Aragona (... – 27 novembre 1542), era figlio illegittimo di Ferdinando I di Napoli, fu duca di Montalto e militare del XVI secolo.

## Biografia
Figlio naturale del sovrano Ferrante d'Aragona, e della sua concubina Giovannella Caracciolo, (per altri di Diana Guardato), ignoti sono il luogo e la data di nascita.
Il padre, preoccupato di dare anche ai numerosi figli bastardi da lui generati una posizione economica agiata, a Ferdinando donò la baronia di Nicastro, con Policastro Calabro, confiscati a Luigi Caracciolo, nel gennaio e par decretto di 30 settembre 1480 e le contee di Arena e Stilo e la baronia di San Giovanni, tutti feudi confiscati a nobili francofili, nel 1483, in Calabria, terre che erano state confiscate a Nicola di Haremsdin, per aver questi parteggiato per Giovanni II di Lorena, nemico del Re di Napoli. In seguito, il padre lo nominò luogotenente generale in Calabria.  Ha perduto il 1494 la baronia di Nicastro e le contee di Arena e Stilo, confiscati per Carlo VIII di Francia, che sono ritornate ai loro primitivi proprietari, rispettivamente la baronia a Marco Antonio Caracciolo il 20 febbraio 1496, confermato il 1505, e le contee a Giovanni Francesco Conclubet il 1496, che in questa occasione aveva sostenuto la causa aragonese.
Qualche anno dopo, lo stesso monarca cancellò questa donazione, apparentemente a causa delle lamentele che i vassalli di quelle terre gli avevano riferito dei maltrattamenti inflitti loro dagli ufficiali nominati da Ferdinando. Tuttavia, la regina consorte Giovanna, vedova del Re di Napoli, gli restituì quei domini, la baronia di San Giovanni, nel 1500, e esclusa Policastro Calabro, che fu ceduto nel 1496 ai Carafa conti di Santa Severina. L'Aragona incrementò il proprio patrimonio feudale nel 1497 con l'acquisto della terra calabra di Cariati per la quale ricevette l'investitura a titolo di duca, e di quelle campane di Albanella, Alvignanello e Campagna. Successivamente però, nel 1507, questi domini gli furono tolti dal re Ferdinando II d'Aragona, che li assegnò a Roberto Sanseverino dei principi di Salerno, poiché appartenuti all'antenato Giovan Francesco, a cui erano stati confiscati alla venuta dei Francesi. Ha ricevuto la baronia di Pietrapaola e la contea di Caiazzo il 15 giugno 1501. La contea di Caiazzo fu ceduta a Roberto Ambrosio Sanseverino nelle capitolazioni d'Atripalda il 1505.
Rimasto comunque fedele alla Casa Reale anche dopo l'insediamento al trono degli Asburgo, la sua importanza nel contesto dell'aristocrazia napoletana crebbe grazie ai suoi intrecci matrimoniali: sposò dapprima Anna Sanseverino, figlia di Bernardino, principe di Bisignano, del quale rimase presto vedovo, ed in seguito Castellana de Cardona, figlia di Raimondo, duca di Somma, dalla quale ebbe i figli Maria, Giovanna e Antonio. Per risarcirlo della perdita di quei feudi, il Re di Napoli gli assegnò il castello e la terra di Montalto, per il quale il 27 maggio 1507 ricevette investitura del titolo di duca. Intorno a questa data, ha acquistato la baronia di Motta San Giovanni e la signoria di Petralia Sottana e Petralia Soprana. Nel 1529, il re Carlo V d'Asburgo, gli assegnò delle case confiscate in Napoli al ribelle Giovanni di Buccino e lo nominò luogotenente generale del Regno di Napoli. Nel 1541, comprò la contea di Belcastro e le baronie di Cropani e Zagarise dal genero Alfonso d'Avalos, marchese del Vasto, marito della figlia Maria.
Morì nel 27 novembre 1542 e fu sepolto nella Chiesa di San Francesco di Paola di Montalto.

## Discendenza
Dal matrimonio con Catalina de Cardona (Caterina) Castellana Folch de Cardona nacquero tre figli: 
- Giovanna (1502-1575), andata in sposa ad Ascanio I Colonna, duca di Paliano. Fu madre di Marcantonio II Colonna, vincitore della battaglia di Lepanto.
- Maria (1503-1568), andata in sposa ad Alfonso III d'Avalos, marchese del Vasto e governatore di Milano. Promotrice delle lettere e protettrice di letterati, fondò numerosi salotti letterari e diede vita ad un cenacolo culturale frequentato da molti poeti;
- Antonio (1506-1543), successe al padre come 2º duca di Montalto. Sposò Ippolita della Rovere, figlia del duca di Urbino Francesco Maria I Della Rovere e, rimasto vedovo, sposò Giulia Antonia de Cardona, contessa di Collesano.

## Ascendenza
|                                        |   |                              | Genitori                     |  |  | Nonni |  |  | Bisnonni                         |  |  | Trisnonni                      |  |
|                                        |   |                              |                              |  |  |       |  |  | Ferran I, re d'Aragona e Sicilia |  |  | Juan I, re di Castiglia e León |  |
|                                        |   |                              |                              |  |  |       |  |  | Ferran I, re d'Aragona e Sicilia |  |  | Juan I, re di Castiglia e León |  |
|                                        |   | Elionor d'Aragó i de Sicília |                              |  |  |       |  |  | Ferran I, re d'Aragona e Sicilia |  |  |                                |  |
| Alfons V, re d'Aragona e Napoli        |   |                              |                              |  |  |       |  |  | Ferran I, re d'Aragona e Sicilia |  |  |                                |  |
|                                        |   | Leonor de Alburquerque       | Sancho, conte d'Alburquerque |  |  |       |  |  |                                  |  |  |                                |  |
|                                        |   | Leonor de Alburquerque       | Sancho, conte d'Alburquerque |  |  |       |  |  |                                  |  |  |                                |  |
|                                        |   | Leonor de Alburquerque       | Beatriz de Portugal          |  |  |       |  |  |                                  |  |  |                                |  |
| Ferran I, re di Napoli                 |   | Leonor de Alburquerque       |                              |  |  |       |  |  |                                  |  |  |                                |  |
|                                        |   | Enrico Carlino               | …                            |  |  |       |  |  |                                  |  |  |                                |  |
|                                        |   | Enrico Carlino               | …                            |  |  |       |  |  |                                  |  |  |                                |  |
|                                        |   | Enrico Carlino               | …                            |  |  |       |  |  |                                  |  |  |                                |  |
| Gueraldona Carlino                     |   | Enrico Carlino               |                              |  |  |       |  |  |                                  |  |  |                                |  |
|                                        |   | Isabella Carlino             | …                            |  |  |       |  |  |                                  |  |  |                                |  |
|                                        |   | Isabella Carlino             | …                            |  |  |       |  |  |                                  |  |  |                                |  |
|                                        |   | Isabella Carlino             | …                            |  |  |       |  |  |                                  |  |  |                                |  |
| Ferdinando d'Aragona, duca di Montalto |   | Isabella Carlino             |                              |  |  |       |  |  |                                  |  |  |                                |  |
|                                        | … | …                            |                              |  |  |       |  |  |                                  |  |  |                                |  |
|                                        | … | …                            |                              |  |  |       |  |  |                                  |  |  |                                |  |
|                                        | … | …                            |                              |  |  |       |  |  |                                  |  |  |                                |  |
| …                                      | … |                              |                              |  |  |       |  |  |                                  |  |  |                                |  |
|                                        |   | …                            | …                            |  |  |       |  |  |                                  |  |  |                                |  |
|                                        |   | …                            | …                            |  |  |       |  |  |                                  |  |  |                                |  |
|                                        |   | …                            | …                            |  |  |       |  |  |                                  |  |  |                                |  |
| …                                      |   | …                            |                              |  |  |       |  |  |                                  |  |  |                                |  |
|                                        |   | …                            | …                            |  |  |       |  |  |                                  |  |  |                                |  |
|                                        |   | …                            | …                            |  |  |       |  |  |                                  |  |  |                                |  |
|                                        |   | …                            | …                            |  |  |       |  |  |                                  |  |  |                                |  |
| …                                      |   | …                            |                              |  |  |       |  |  |                                  |  |  |                                |  |
|                                        |   | …                            | …                            |  |  |       |  |  |                                  |  |  |                                |  |
|                                        |   | …                            | …                            |  |  |       |  |  |                                  |  |  |                                |  |
|                                        |   | …                            | …                            |  |  |       |  |  |                                  |  |  |                                |  |
|                                        |   | …                            |                              |  |  |       |  |  |                                  |  |  |                                |  |